# Cdrkit
cdrkit è una raccolta di programmi disponibile in ambiente Unix-like che permettono la creazione di CD e DVD. cdrkit è rilasciato sotto licenza GNU General Public License versione 2. Molte distribuzioni Linux, tra cui Fedora, Gentoo Linux, Mandriva Linux e Ubuntu, mettono a disposizione dei propri utenti questo software.
Leader del progetto e release manager è Joerg Jaspert.
cdrkit è nato, per mano degli sviluppatori Debian nel 2006, in risposta del cambio di licenza di cdrtools del quale è un fork.

## Caratteristiche
cdrkit include molte funzionalità per la scrittura di CD e DVD, quali:
- creazione di CD audio, dati e misti (audio e dati)
- masterizzazione di CD-R, CD-RW, DVD-r.
- l'utilizzo senza privilegi di root è possibile ma alcuni driver potrebbero non funzionare o riscontrare problemi inspiegabili[2]
- può usare il nodo del dispositivo invece dei numeri di identificazione SCSI su Linux[2]

## Componenti
I componenti principali sono:
- wodim (acronimo di write optical disk media), derivato dal programma cdrecord in cdrtools.
- icedax (acronimo di incredible digital audio extractor), derivato dal programma cdda2wav in cdrtools.
- genisoimage (abbreviazione di generate ISO image), derivato dal programma mkisofs in cdrtools.

## Front-end
Cdrkit, al pari di cdrtools, viene utilizzato come back-end da molti software di masterizzazione per ambienti grafici. Proprio per questo motivo gli sviluppatori di cdrkit si sono impegnati a mantenere la compatibilità dell'interfaccia con cdrtools 2.01.01a08. Tra i programmi che utilizzano cdrkit nel back-end ricordiamo Brasero (l'applicazione CD/DVD predefinita del desktop GNOME), K3b (l'applicazione desktop predefinita di KDE) e X-CD-Roast (indipendente dall'ambiente desktop).

## Storia
La nascita di cdrkit nasce dalla disputa sulla licenza tra i maintainer del progetto Debian e Jörg Schilling, l'autore di cdrtools, ora defunto.
Gli sviluppatori Debian sostenevano che la licenza GPL non fosse compatibile con la licenza CDDL sotto la quale venne rilasciato il codice cdrtools.
Dal canto suo, Jörg Schilling, rispondeva che a suo modo di vedere non ci fosse nessun tipo di incompatibilità di licenza  e che il fork creato da Debian non era ridistribuibile legalmente.
Il team dei legali di Red Hat non condivideva la posizione di Schilling che, per altro,fornì loro alcuna prova di violazione della licenza o del copyright in cdrkit.
Schilling accusava cdrkit di aver reintrodotto vari bug delle prime versioni di cdrtools, che erano già stati corretti nelle versioni successive di cdrtools. Gli sviluppatori Debian fecero presente che, piuttosto di bug,  questi cambiamenti si resero necessari per risolvere i problemi esistenti.